# Ewangelicko-Luterański Kościół Tanzanii
Ewangelicko Luterański Kościół Tanzanii (ang. Evangelical Lutheran Church in Tanzania) – Kościół luterański działający na terenie Tanzanii. Liczy, według danych za rok 2019, ponad 7,9 mln wiernych, co czyni go drugim co do wielkości Kościołem luterańskim na świecie i drugim co do wielkości (po Kościele katolickim) Kościołem chrześcijańskim w Tanzanii. 

## Historia
Historia Kościoła sięga XIX wieku, kiedy luterańscy misjonarze rozpoczęli swoją działalność w Tanganice w XIX wieku. W 1938 roku 7 Kościołów luterańskich istniejących w Tanganice zawarło federację, która 19 czerwca 1963 roku przerodziła się w jeden, zjednoczony Kościół. Obecnym zwierzchnikiem Kościoła jest bp Alex Gehaz Malasusa.

## Organizacja
Kościół składa się z 20 diecezji, które nie obejmują całego obszaru Tanzanii – część terytorium kraju stanowią obszary misyjne. Jest członkiem Światowej Federacji Luterańskiej, Światowej Rady Kościołów, Ogólnoafrykańskiej Konferencji Kościołów i Chrześcijańskiej Rady Tanzanii.
ELCT prowadzi 24 szpitale i 148 ośrodków zdrowia i przychodni w całym kraju, koordynuje pracę ponad 50 szkół średnich, 20 instytucji kształcenia zawodowego, dwóch kolegiów nauczycieli, seminarium teologiczne i uczelnię wyższą – Tumaini University.